# Mount Alvernia

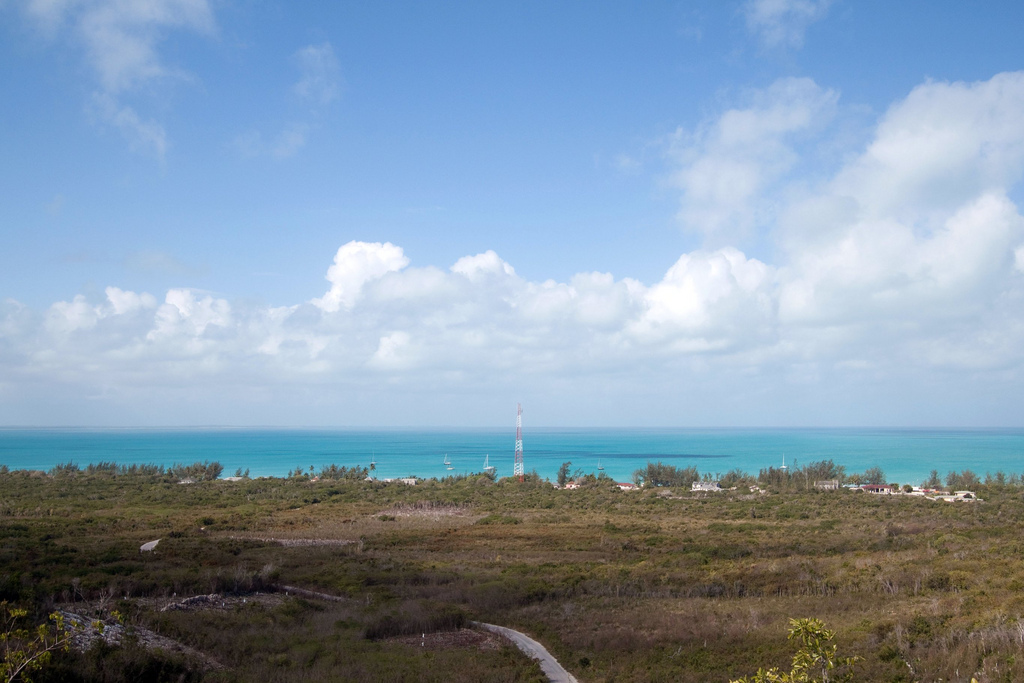
Widok ze szczytu

Mount Alvernia – wzgórze na Bahamach. Znajduje się na wyspie Cat. Jest to najwyższe wzniesienie wyspy oraz całego państwa.